# Жизнь не может быть скучной
«Жизнь не может быть скучной» (хинди ज़िन्दगी न मिलेगी दोबारा, хинди латиницей: Zindagi Na Milegi Dobara; альтернативные названия «Жизнь не даётся дважды» [близкий к буквальному перевод], «Живем один раз») — индийская комедия Зои Ахтар, съёмки которой проходили в Индии, Испании, Египте и Великобритании. Премьера состоялась 15 июля 2011 года. Фильм собрал в прокате 153 крора и получил статус «супер-хит». Картина была удостоена нескольких кинематографических премий в номинации «Лучший фильм года», в том числе Filmfare Awards.

## Сюжет
Перед своей свадьбой Кабир устраивает мальчишник, но не традиционную вечеринку, а трёхнедельную поездку по Испании вместе с двумя своими лучшими друзьями. Один из них — Имран охотно соглашается, в тайне надеясь найти своего биологического отца, уже несколько лет там проживающего. Другой — Арджун сначала противится этой идее, не в силах даже на время оставить прибыльную работу. В Испании каждый из них должен организовать мероприятие, в котором примут участие все трое.
Первая задумка — подводное плаванье — принадлежит Кабиру. На пляже друзья знакомятся с Лайлой, англичанкой индийского происхождения, которая оказывается инструктором по дайвингу. Она помогает парням при погружении, в большей степени Арджуну, который страдает от гидрофобии. Позже вечером они вчетвером решают поехать в Буньоль, чтобы принять участие в Ла Томатина. Здесь к ним присоединяется подруга Лайлы — Нурия, за которой начинает ухаживать Имран (несмотря на то, что они говорят на разных языках). Вернувшись в гостиницу после томатной битвы, они встречают невесту Кабира — Наташу, которая приехала к жениху, приревновав его к Лайле.
Оставив Лайлу и Нурию, которые планируют поехать в Марокко, парни вместе с Наташей отправляются дальше по своему маршруту. Однако Лайла догоняет их в пути, чтобы признаться в чувствах к Арджуну. Меж тем Кабир недовольный тем, как Наташа ведет себя перед его друзьями, оставляет её в аэропорту в Севилье с просьбой вернуться домой.
Мероприятие, организованное Арджуном, — прыжки с парашютом, на которые приходится уговаривать Имрана из-за его боязни высоты. После друзья отправляются в бар, где ввязываются в драку с одним из посетителей, над которым пытался подшутить Имран. В итоге они оказываются в камере полицейского участка. Чтобы вызволить их, Имран звонит своему биологическому отцу Салману. Привезя всех троих к себе домой Салман, рассказывает сыну, что оставил их с матерью, потому что никогда не хотел жить семейной жизнью.
По дороге в Памплону Кабир рассказывает друзьям, что не готов жениться и сделал Наташе предложение только из-за того, что она приняла подарок для его матери за обручальное кольцо. Меж тем оказывается, что идея Имрана — самая опасная, так как он предложил принять участие в забеге с быками. Перед тем, как быков выпустят, друзья дают друг другу обещание, что если выживут, Кабир отменит свадьбу, Имран опубликует свои стихи, а Арджун поедет в Марокко с Лайлой.

## В ролях
| Актёр           | Роль                                 |
| --------------- | ------------------------------------ |
| Ритик Рошан     | Арджун Салуджа, биржевой брокер      |
| Абхай Деол      | Кабир Деван, инициатор «мальчишника» |
| Фархан Ахтар    | Имран Куреши, копирайтер             |
| Катрина Каиф    | Лайла, инструктор по дайвингу        |
| Калки Кеклен    | Наташа Арора, невеста Кабира         |
| Ариадна Каброль | Нурия, подруга Лайлы                 |
| Насируддин Шах  | Салман Хабиб, отец Имрана            |
| Дипти Навал     | Рахила Куреши, мать Имрана           |
| Аниса Батт      | Таня Арора, сестра Наташи            |

## Интересные факты
- Томатина в Буньоль проходит в конце августа, в то время как энсьерро в Памплоне с 6 по 14 июля. Таким образом, герои не могли принять участие в обоих мероприятиях в течение трехнедельной поездки и в описанном порядке. Однако они могли участвовать в «маленькой Памплоне» — энсьерро в пригороде Мадрида Сан-Себастьян-де-лос-Рейес, проходящей в ту неделю года, на которую приходится 28 августа.
- Сцены забега быков вызвали протесты со стороны активистов PETA[5]. Зою Ахтар просили удалить их, дабы не пропагандировать жестокость к беззащитным животным[6].
- Обычно песни в индийских кинофильмах исполняют профессиональные певцы, а актеры только делают вид, что поют. Но песня «Señorita» — одно из исключений — была спета исполнителями главных ролей[7].
- Для съемок фильма Катрина Каиф научилась управлять круизером[8][9] и плавать под водой[10].
- Первые сцены с персонажем Катрины снимались на нудистском пляже. Съемочной группе приходилось заботиться о том, чтобы никто из местных не попал в кадр, чтобы фильм впоследствии мог пройти цензуру[11].
- Для воссоздания фестиваля Томатина в Португалии было закуплено 16 тонн спелых томатов[12].
- В год выхода «Жизнь не может быть скучной» количество индийцев, посетивших Испанию, увеличилось на 32 % по сравнению с предыдущим[12][13], особой популярностью пользовались места показанные в фильме. После выхода фильма туристические компании организовали специальный тур с посещением Ла Томатины[12][14].

## Саундтрек
| №                   | Название                           | Исполнитель                                                                    | Длительность |
| ------------------- | ---------------------------------- | ------------------------------------------------------------------------------ | ------------ |
| 1.                  | «Dil Dhadakne Do»                  | Шанкар Махадеван, Сурадж Джаган, Джой Баруа                                    | 3:51         |
| 2.                  | «Ik Junoon (Paint It Red)»         | Шанкар Махадеван, Гулрадж Сингх, Эхсаан Нурани, Алисса Мендонса, Вишал Дадлани | 5:00         |
| 3.                  | «Khwabon Ke Parindey»              | Алисса Мендонса, Мохит Чаухан                                                  | 4:13         |
| 4.                  | «Señorita»                         | Мария дель Мар Фернандес, Фархан Ахтар, Ритик Рошан, Абхай Деол,               | 3:51         |
| 5.                  | «Der Lagi Lekin»                   | Шанкар Махадеван                                                               | 5:57         |
| 6.                  | «Sooraj Ki Baahon Mein»            | Доминик Сережу, Клинтон Сережу, Лой Мендонса                                   | 3:25         |
| 7.                  | «Toh Zinda Ho Tum»                 | Фархан Ахтар                                                                   | 1:44         |
| 8.                  | «Ik Junoon (Paint It Red)» (Remix) | Шанкар Махадеван, Вишал Дадлани, Эхсаан Нурани, Алисса Мендонса, Гулрадж Сингх | 4:04         |
| 9.                  | «Señorita» (Remix)                 | Фархан Ахтар, Ритик Рошан, Абхай Деол, Мария дель Мар Фернандес                | 4:23         |
| Общая длительность: | Общая длительность:                | Общая длительность:                                                            | 36:27        |

## Оценка критиков
Фильм получил в основном положительные отзывы от критиков. Таран Адарш из Bollywood Hungama оценил ленту на 3.5 из 5, назвав её фильмом для «более развитой, зрелой и понимающей в кино аудитории, которая готова охватить и поддержать новые жанры кино».
Никхат Казми из Times of India также дал фильму 3,5 звезд из 5 и похвалил исполнителей главных ролей: «Если Абхай — это якорь компании, роль шутника Фархана полна жизни, а трансформация Ритика из тревожного, нацеленного на получение прибыли фондового брокера в беззаботного бродягу — это игра высшего класса». В обзоре для Hindustan Times Маянк Шекхар написал, «что вы заберете домой [из кинотеатра] запоминающиеся, забавные моменты с тремя по-настоящему рисковыми амиго, с которыми мы все выросли. И будем продолжать», дав фильму 4 звезды. Пратим Гупта из  The Telegraph назвал картину — «красиво прописанным путешествием к духовному очищению» и похвалил режиссёра Зою Ахтар за то, что она — «бесстрашна в том, как снимает».

## Награды и номинации
Национальная кинопремия
- Национальная кинопремия (Индия) за лучшую работу звукорежиссёра — Фархан Ахтар, Ритеш Сидхвани[англ.]
- Национальная кинопремия (Индия) за лучшую хореографию — Дуэт Bosco-Caesar[англ.]

Filmfare Awards
- Filmfare Award за лучший фильм
- Filmfare Award за лучший фильм по мнению критиков
- Filmfare Award за лучшую режиссуру — Зоя Ахтар
- Filmfare Award за лучшую мужскую роль второго плана — Фархан Ахтар
- Filmfare Award за лучший диалог в фильме — Фархан Ахтар
- Filmfare Award за лучшую операторскую работу — Карлос Каталан
- Filmfare Award за лучшую хореографию — Bosco-Caesar

Фильм также получил несколько номинаций и наград Zee Cine Awards, Stardust Awards, Screen Awards, IIFA Awards, Apsara Film & Television Producers Guild Award.